# Biet (geslacht)
Biet (Beta) is een plantengeslacht uit de amarantenfamilie. De meest gekweekte soort is de biet (Beta vulgaris). De soorten komen voor in Macaronesië, Noord-Afrika en Eurazië.
Wilde bietensoorten zijn te vinden in de nabijheid van de kusten van Griekenland tot Syrië en zelfs in gebieden in Indië. De meeste gecultiveerde rassen behoren tot de soort Beta vulgaris.
De vrucht is een doosvrucht met aan de bovenkant een klep en wordt door het bloemdek omgeven.

## Soorten
- Beta corolliflora Zosimovic ex Buttler
- Beta lomatogona Fisch. & C.A.Mey.
- Beta macrocarpa Guss.
- Beta macrorhiza Steven
- Beta nana Boiss. & Heldr.
- Beta palonga R.K.Basu & K.K.Mukh.
- Beta patula Aiton
- Beta trigyna Waldst. & Kit.
- Beta trojana Pamukç. ex Aellen
- Beta vulgaris L. - Biet

... · 
Achyranthes · 
Aerva ·
Alternanthera ·
Amaranthus (Amarant) · 
Atriplex (Melde) · 
Axyris · 
Bassia (Zoutkruid) · 
Beta (Biet) · 
Blitum (Spiesganzenvoet) · 
Celosia · 
Chenopodium (Ganzenvoet) · 
Corispermum (Vlieszaad) · 
Dysphania · 
Halimione (Zoutmelde) · 
Halocnemum · 
Halothamnus · 
Haloxylon · 
Kochia · 
Krascheninnikovia · 
Polycnemum (Knarkruid) · 
Patellifolia · 
Ptilotus · 
Pupalia ·
Salicornia (Zeekraal) · 
Salsola (Loogkruid) · 
Spinacia · 
Suaeda · 
Traganum · 
...